# جورج تاون، استرالیای جنوبی
جورج تاون (به انگلیسی: Georgetown) یک منطقهٔ مسکونی در استرالیا است که در استرالیای جنوبی واقع شده‌است.